# کانتی دورام
کانتی دورام (به انگلیسی: County Durham) (‎/ˈdʌrəm/‎, locally ‎/ˈdɜːrəm/‎) یکی از شهرستان کشور انگلستان است که در ناحیه شمال شرقی انگلستان قرار دارد.
این شهرستان در سال ۲۰۱۱ میلادی ۵۱۳٬۰۰۰ نفر جمعیت داشته و مرکز آن شهر دورام است.

## منطقه
1. کانتی دورام
2. بورو آف هارتلپول
3. بورو آف دارلینگتون
4. بورو آف استوکتون آن تیس

## تغییرات جمعیت

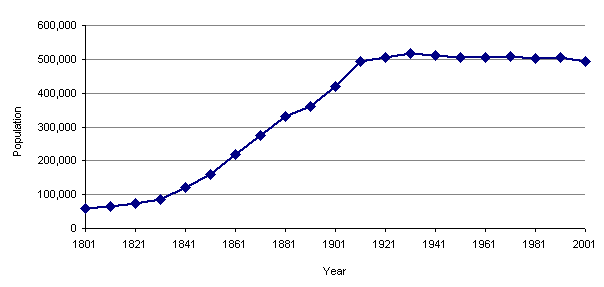
نمودار تغییرات جمعیت کانتی دورهام از سال ۱۸۰۱ تا ۲۰۰۱

| سال                                       | جمعیت   |      | سال     | جمعیت   |         | سال  | جمعیت   |
| ----------------------------------------- | ------- | ---- | ------- | ------- | ------- | ---- | ------- |
| ۱۸۰۱                                      | ۵۹٬۷۶۵  |      | ۱۸۷۱    | ۲۷۳٬۶۷۱ |         | ۱۹۴۱ | ۵۱۱٬۵۹۰ |
| ۱۸۱۱                                      | ۶۴٬۷۸۱  | ۱۸۸۱ | ۳۲۹٬۹۸۵ | ۱۹۵۱    | ۵۰۴٬۹۴۳ |      |         |
| ۱۸۲۱                                      | ۷۴٬۳۶۶  | ۱۸۹۱ | ۳۶۰٬۰۲۸ | ۱۹۶۱    | ۵۰۶٬۰۷۰ |      |         |
| ۱۸۳۱                                      | ۸۶٬۲۶۷  | ۱۹۰۱ | ۴۱۹٬۷۸۲ | ۱۹۷۱    | ۵۰۹٬۳۰۷ |      |         |
| ۱۸۴۱                                      | ۱۲۱٬۶۰۲ | ۱۹۱۱ | ۴۹۲٬۵۰۳ | ۱۹۸۱    | ۵۰۱٬۶۳۹ |      |         |
| ۱۸۵۱                                      | ۱۶۱٬۰۳۵ | ۱۹۲۱ | ۵۰۳٬۹۴۶ | ۱۹۹۱    | ۵۰۵٬۶۲۵ |      |         |
| ۱۸۶۱                                      | ۲۱۷٬۳۵۳ | ۱۹۳۱ | ۵۱۸٬۵۸۱ | ۲۰۰۱    | ۴۹۳٬۴۷۰ |      |         |
| Source: A Vision of Britain through Time. |         |      |         |         |         |      |         |

## پرچم
پرچم کانتی دورهام در ۳ فوریه ۲۰۱۳ پذیرفته شد.